# Lawfare
Lawfare är en metod att använda rättssystemet för att tysta motståndare. Genom att stämma motståndarna för till exempel förtal eller upphovsrättsintrång kan de och andra skrämmas till tystnad. I Sverige har begreppet använts bland annat om Fatima Doubakils och Maimuna Abdullahis stämning om förtal mot Ann-Sofie Hermansson.